# Floyd Cramer
Floyd Cramer (Shreveport (Louisiana), 27 oktober 1933 - Madison (Tennessee), 31 december 1997) was een Amerikaanse country-pianist die vooral furore maakte in de jaren 50, 60 en 70 van de vorige eeuw.
Cramer groeide op in Huttig, een klein stadje in Arkansas. Op vijfjarige leeftijd begon hij met pianospelen en in 1951 kreeg hij een plaatsje in "The Louisiana Hayride Band". In 1955 trok hij naar Nashville en werd bekend door zijn bijdrage aan de speciale Nashville-sound.
Cramer heeft ook bij uiteenlopende artiesten meegespeeld als achtergrondpianist, onder andere bij Elvis Presley, Roy Orbison, Patsy Cline, Jim Reeves, Johnny Cash, Chet Atkins, Boots Randolph, Perry Como, The Everly Brothers en vele anderen.
Naast pianist was Floyd Cramer ook een fanatiek golfer en had zijn eigen "Celebrity Golf Tournament". Een van de hoogtepunten uit zijn carrière was zijn tournee door Zuid-Afrika, samen met Chet Atkins en Jim Reeves, waar bij aankomst op het vliegveld van Johannesburg zeker 60.000 mensen stonden te wachten om hen te verwelkomen. Andere hoogtepunten waren zijn hitsingles "Last Date" en "On The Rebound", die in 1961 respectievelijk nummer 2 en nummer 4 in de Amerikaanse BillBoard Top stonden.
Cramer overleed aan longkanker. Postuum werd hij in 2003 opgenomen in de Country Music Hall of Fame.
- Biblioteca Nacional de España: XX871387
- Bibliothèque nationale de France: cb13892815j (data)
- Gemeinsame Normdatei: 134351924
- International Standard Name Identifier: 0000 0001 1439 7975
- Library of Congress Control Number: n95112842
- Nationale Bibliotheek van Letland: 000325513
- MusicBrainz: a7921b29-671a-4378-8a61-539cf73d7588
- Nederlandse Thesaurus van Auteursnamen: 097030643
- SNAC: w6xm1hj5
- Système universitaire de documentation: 094538247
- Museum of New Zealand Te Papa Tongarewa: 18191
- Trove: 1487942
- Virtual International Authority File: 24786776
- WorldCat: E39PBJd8bMrv3gpp4jTR9y6VG3